# 蒋伟泰
玛萨贡（一译玛撒贡，1927年9月8日—1990年9月24日），原名蒋伟泰，另译蒋维泰，印度尼西亚华人企业家、出版商，祖籍福建。
蒋伟泰本信奉印度教，因为他的祖母来自巴厘。后来改信伊斯兰教。他作为一名印尼籍华人和穆斯林，致力于维护印尼原住民与华人之间的和睦与团结，特别是印尼原住民穆斯林与华人穆斯林之间的团结。

## 生平
1927年9月8日出生于茂物。自幼父亲早逝，家境贫寒，小学未毕业即辍学谋生，沿街叫卖香烟，后经营小商店。1946年与李泰山（Lie Thay San）、郑基发（The Kie Hoat）集资合营泰山公司（Toko Thay San）售卖书刊。1953年扩展并易名为古农阿贡有限公司。1986年7月1日，蒋伟泰正式退出古农阿贡有限公司，随后致力于伊斯兰教的传教。1988年夏，应北京大学邀请来到中国访问。

## 嘉奖
2000年初，印度尼西亚工商业部部长尤素夫·卡拉追授蒋伟泰“印尼零售商协会奖”（Aprindo Award）。